# Nils Schale

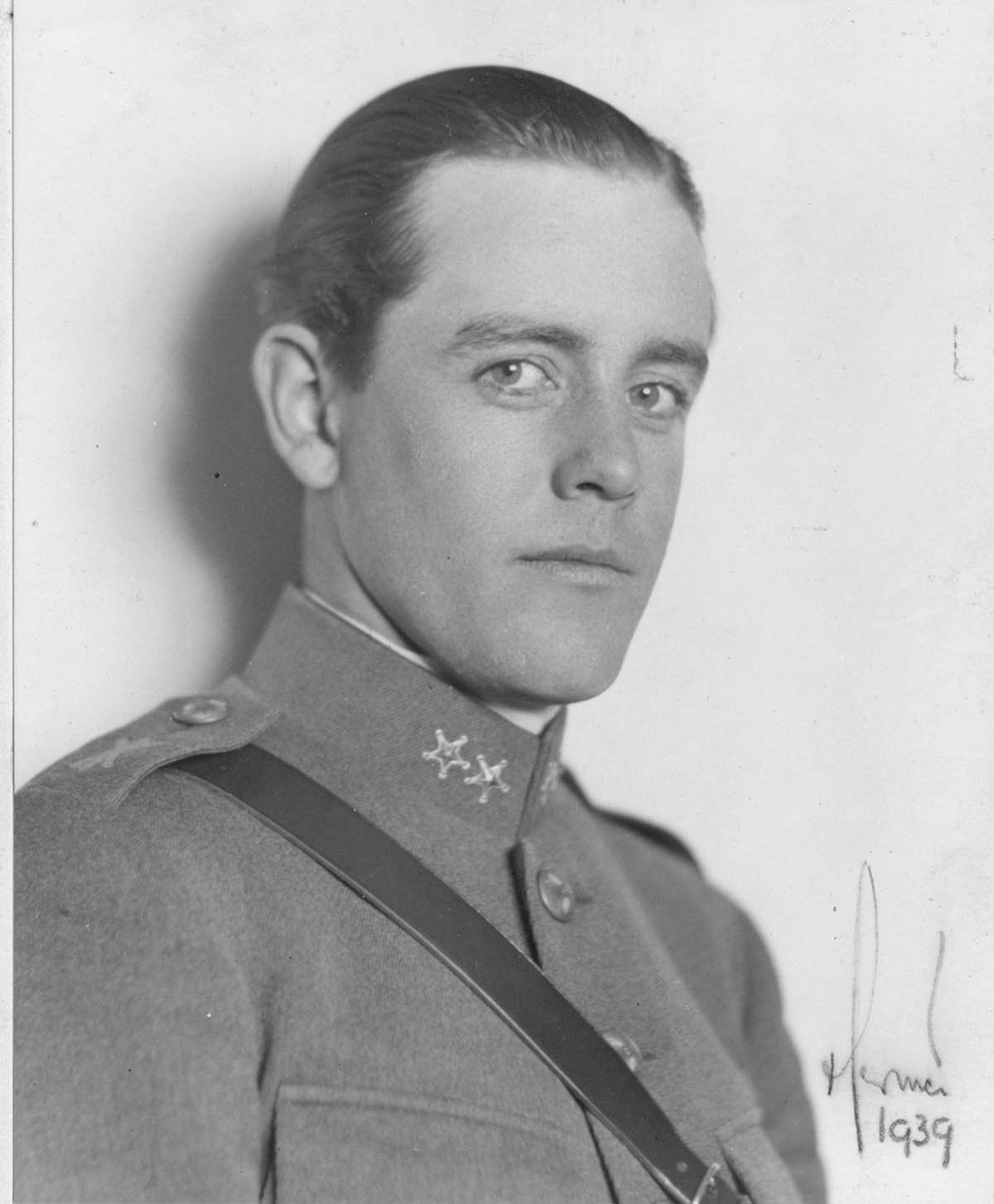
Nils Schale, 1939.

Nils Fredrik Schale, född den	14 april 1909 i Örebro, död den 30 april 1985 i Knista församling, Örebro län, var en svensk militär. Han var son till Charles Schale.
Schale blev löjtnant vid Livregementets grenadjärer 1936, tillförordnad löjtnant i Signalregementet 1938, kapten där 1941 och major 1953. Han var chef för Signalbataljonen i Skövde 1957–1960, befordrades till överstelöjtnant sistnämnda år och var chef för Norrlands signalbataljon 1960–1964. Schale blev adjutant hos  kungen 1957. Han blev riddare av Svärdsorden 1952.